# Éditions Calligrammes
Pour les articles homonymes, voir Calligrammes (homonymie).
Les éditions Calligrammes sont une maison d’édition française spécialisée dans l’édition de poésie contemporaine et de livres d’art, établie à Rennes. Elles ont édité la revue de littérature Chemins.

## Historique
Les éditions Calligrammes ont été fondées par Bernard et Mireille Guillemot en 1977, et sont nées dans le sillage de la librairie du même nom, avec la publication de leur premier livre, Échancrures de Georges Perros. Elles sont géographiquement liées à la Bretagne : à Quimper — de la fin des années 70 au début des années 2000 —, puis à Rennes jusqu’à ce jour (2025). En tant qu’Entreprise Individuel, puis en tant qu’association loi de 1901.         
Les premières années, l’activité éditoriale est marginale par rapport à la librairie. C’est au début des années 80 que les éditions Calligrammes prennent véritablement leur essor. Cette décennie est une période d’intense activité, avec 10 à 15 nouveautés par an. En 1987, 100 titres sont déjà publiés.
La fin des années 80 est marquée par la disparition prématurée de Bernard Guillemot.
Au début des années 2000, Yvan Guillemot, le fils aîné de Bernard et Mireille Guillemot, fonde l’ « Association des éditions Calligrammes / Bernard Guillemot » qui se donne pour objectif de poursuivre le travail engagé par ses initiateurs.

## Auteurs publiés
On peut voir dans le catalogue qu’il y a plusieurs collections qui se sont progressivement mises en place, avec des thématiques bien distinctes : une collection de sciences humaines, une collection de livres d’arts, une collection intitulée «lettres bretonnes», une collection intitulée «Sillages» comprenant des textes d’hommage à des auteurs disparus, mais aussi des bandes dessinés et des albums photos.
Lors de cette période, parmi les écrivains les plus marquants, on peut noter Georges Perros, Xavier Grall,  Louis Guilloux, Henri Queffélec, Roger Judrin, Robert Marteau, Charles Juliet, François George.      
Des artistes comme Jean Bazaine, Henri Goetz, François Lunven, Yves Élléouët, François Dilasser, Marcel Gonzalez. Des compositeurs comme Henri Sauguet et Griffith Rose ; le producteur et homme de radio Claude Roland Emmanuel.
Et il y a celles et ceux qui ont commencé leur carrière d’auteur avec Calligrammes : le romancier et philosophe Georges Picard, Alexis Gloaguen, les poètes Marc le Gros, Anne-José Lemonnier, Jean Lavoué, Erwann Rougé, François Rannou, les historiens Jacques Le Goff et Alain Le Grand-Vélin ; les peintres Roland Sénéca, René Quéré, Nadia Menier, Sayed Darwiche, le sculpteur François-Marie Griot.
À partir des années 2000, le choix d’ouvrir Calligrammes à la poésie étrangère est acté. Des publications — le plus souvent bilingues — d’auteurs de langue allemande (Reiner Kunze), espagnole (Laureano Alban), italienne (Fabio Pusterla) ou encore tchèque (Jan Skacel) voient le jour, sous l’impulsion de traducteurs comme Mireille Gansel, Martin Rueff, José-Flore Tappy, Gwenn Darras, Alena Meas, Claude Cazalé Bérard, Françoise David-Schaumann, Joël Vincent.
L’Association des éditions Calligrammes continue cependant à publier des auteurs de Bretagne, avec en point d'orgue l’Anthologie de la poésie en Bretagne au XXe siècle. Elle s’évertue à promouvoir l’œuvre de Xavier Grall.